# Sébastien-Michel Amelot
Pour les articles homonymes, voir Amelot.
Sébastien-Michel Amelot de Chaillou, né le 5 septembre 1741 à Angers, mort le 2 avril 1829 à Paris, fut évêque de Vannes.

## Aperçu biographique
Sébastien-Michel Amelot est le second fils de Denis-Michel Amelot, marquis de Chaillou, seigneur de Châteauneuf et de Juvardeil et de Elisabeth Cohon.
Il devient docteur en théologie en 1765 et est nommé grand-vicaire à Aix. Il est ensuite nommé évêque de Vannes, et sacré le 23 avril 1775 par l'archevêque de Tours  Jean de Dieu-Raymond de Boisgelin de Cucé. Durant la Révolution française, il est un des premiers à refuser le serment constitutionnel, encourageant les prêtres de son diocèse à en faire autant. Des fédérés bretons envahissent alors le palais épiscopal afin de le garder à vue. Le 13 février 1791, une foule de paysans tente de le libérer, mais échoue et se fait sabrer aux portes de Vannes. Sébastien-Michel parvient néanmoins à s'enfuir et se réfugie au presbytère de Plumergat, avant de revenir à Vannes sous la protection de la ville.
L'Assemblée constituante décide de le convoquer par décret le 14 février 1791. Tardant à obéir, il y est amené sous escorte de deux gardes nationaux. Il donne par écrit sa soumission aux décrets et est assigné à résidence. À la dissolution de la Constituante, il s'enfuit en Suisse accompagné de son frère, René-Michel Amelot du Guépéan. Il décide alors de rejoindre l'Angleterre pour participer à l'expédition de Quiberon en 1795, mais en apprend l'échec en route. Il retourne en Suisse, puis s'enfuit à Augsbourg à la suite de l'invasion française, et enfin à Londres. Lors du Concordat, il refuse de démissionner, comme 38 autres évêques. Il ne revient en France qu'en 1816. Il perd la vue peu-après, et meurt à Paris le 2 avril 1829.
Il est enterré au cimetière du Mont-Valérien (Suresnes).